# Радикальна Венстре
Радикальна Венстре (дан. Det Radikale Venstre, досл. «Радикальна лівиця»), також відома як Соціал-ліберальна партія — політична партія в Данії соціал-ліберальної орієнтації, одна з найстаріших партій в Данії.
Партія була заснована в 1905 антивійськовим крилом партії Венстре. У 1909–1910, 1913–1920 (Карл-Теодор Залі) і 1968–1971 роках (Хілмар Баунсгор) представники партій формували уряд. У 1942–1943 роках формальним прем'єр-міністром Данії за німецької окупації був Ерік Скавеніус. До 2001 року партія традиційно була третьою за чисельністю в Фолькетингу і, таким чином, частіше за інших ставала молодшим партнером в правлячих коаліціях. Згодом, однак, це місце зайняла Данська народна партія. У 2007 році Андерс Самуельсен і Насер Хадер вийшли з партії і заснували партію Ліберальний альянс, яка успішно пройшла в Фолькетинг наступного скликання. Впродовж наступних років, Радикальна Венстре неодноразово входила в очолюваний Соціал-демократичною партією «червоний блок», в той час як оригінальна Венстре очолює «синій блок». Відзначається, що слово «радикальна» у назві сьогодні вже не відображає сутність партійної ідеології, адже у сучасному контексті партія є центристською.
У лютому 2014 міністром закордонних справ став представник Соціал-ліберальної партії Мартін Лідегор, який пізніше очолить партію в 2022 році.